# Aonia Terra
Aonia Terra és una formació geològica de tipus terra a la superfície de Mart, localitzada amb el sistema de coordenades planetocèntriques a -30.8 latitud N i 299.75 ° longitud E, que fa 3.873,48 km de diàmetre. El nom va ser aprovat per la UAI l'any 1979 i fa referència a una característica d'albedo.